# Lavasån
Lavasån is een van de (relatief) kleine riviertjes die het Zweedse eiland Gotland rijk is. De Lavasån stroomt zuidwaarts vanuit de moerassen op midden Gotland. Ze passeert daarbij weg 144 net ten oosten van Ljugarn. Ze stroomt ten zuiden van Ljuganr de Oostzee in. Ze geeft haar water af aan de Lausvik, waaraan ook de Svajdeån en Tutenån hun water afgeven. De Lavasån is bekend vanwege het paaien van de forel.